# Долинский, Иван Николаевич
Иван Николаевич Долинский (род. 25 июля 1921 года в Либау, Манитоба, Канада) — канадский поэт украинского происхождения, «поэт канадских прерий», пишет на украинском и английском языках.

## Биография
В начале XX века дед и отец Долинского покинули буковинское село Погореловка — и отправились в Канаду в поисках лучшей жизни: поселились в Манитобе и основали собственную ферму, где и родился будущий поэт Иван, который, проживая далеко от исторической родины, не забыл языка и традиций украинской семьи.
Работая с малых лет на семейной ферме, Иван, хоть и посещал англоязычную школу, усвоил родной язык от деда и отца, которые разговаривали, как вспоминал он позже, по-украински. В 1959 году женился, воспитал двух дочерей. Впоследствии унаследовал от отца фермерское хозяйство, увлекался охотой, пчеловодством: его пасека одна из крупнейших в Манитобе.

## Литературная деятельность
Первые пробы пера Долинского приходились на юношеские годы — и плоды этого творчества не выходили за пределы школы. Однако в 70-х годах поэт начал писать стихи обычным разговорным украинским языком, на котором общались украинские фермерские семьи в Канаде. Хоть сам он на тот момент ещё не посещал Украину, с детства много слышал об исторической родине от деда, бабушки, отца и матери.
Первый сборник поэта был издан в 1983 году в Виннипеге (Канада) под названием «Эхо из прерий». В него вошло 74 стихотворения, размещённые в разделах «Как прибыли пионеры в далекую Канаду», «Кому цветёшь ты так хорошо, кому процветаешь?», «Ой тяжело вас, горькие мои мечты и мысли, носить».
В 1992 году осуществилась мечта Ивана Долинского: он посетил Буковину, а именно: родное село отца, Погореловку, где проживает семья его двоюродного брата Степана Ивановича Зазеленчука. Долинский побывал впервые в селе, которого никогда не видел в жизни и о котором знал только из рассказов родных. Во время посещения Погореловки он оставил в подарок свой сборник стихов «Эхо из прерий». Свои впечатления, которые остались у него от поездки, он описал в стихотворении «Родные корни».
Поэзия И. Долинского — в основном фольклорного народного типа, канадские украинцы прозвали его «украинским народным поэтом канадских прерий». В своих произведениях Иван Долинский описывает жизнь и труд украинских переселенцев и их современников в канадских прериях.
В стихах поэта «Канадские пионеры», «Песня о бабушке», «Родная хата», «Затосковала сивая голубка», «Мой родной народ», «Тоска» прослеживаются настроения любви к родным, к своей работе, уважения к первым украинцам в Канаде.